# ArkivCentrum Örebro län

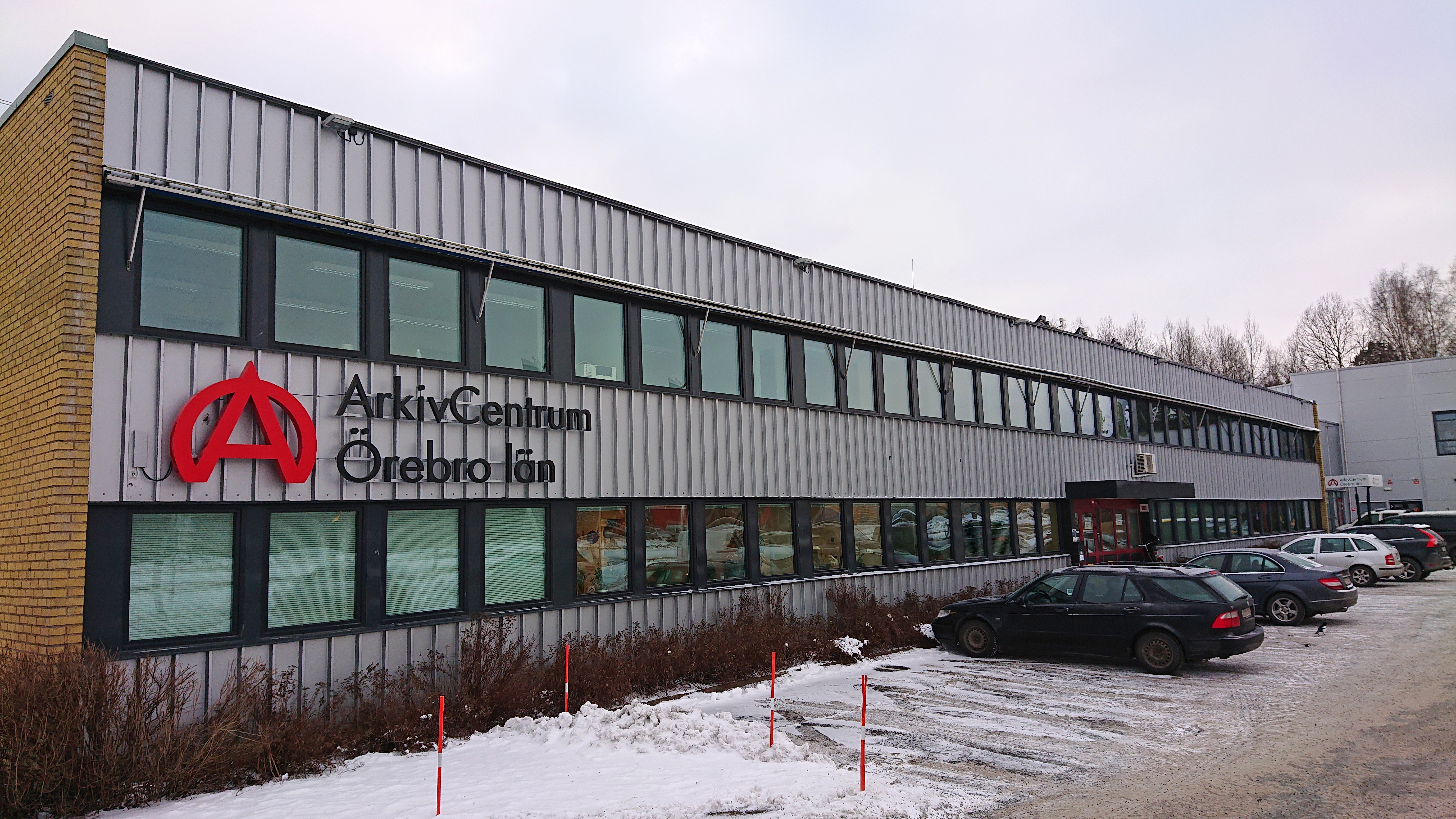
ArkivCentrum Örebro läns nya lokaler på Nastagatan 11 i Örebro.

ArkivCentrum Örebro län är en länsarkivinstitution för närings- och föreningslivet i Örebro län. Mellan åren 1998 och 2019 var ArkivCentrum beläget på Nikolaigatan 3 i Örebro. Efter en omfattande flytt av hela arkivet är ArkivCentrum därefter beläget i nya lokaler på Nastagatan 11 i Örebro. Arkivet drivs av den ideella föreningen ArkivCentrum Örebro län med över 530 organisationer och företag som medlemmar.
ArkivCentrum Örebro län är sedan 1999 även kansli för Näringslivets Arkivråd.
ArkivCentrum Örebro län utsågs till Årets Arkiv 2009.

## Historik
ArkivCentrum Örebro län har sitt ursprung i Folkrörelsernas arkivkommitté i Örebro som bildades 1969. Denna ombildades 1973 till en länsförening med namnet Folkrörelsernas arkiv i Örebro län. Detta arkiv inledde 1985 ett nära samarbete med den då bildade Örebro läns företagsarkiv, men det dröjde till oktober 1998 innan de bägge arkivinstitutionerna kunde inviga en gemensam arkivlokal som fick namnet ArkivCentrum Örebro län. Det nära samarbetet mellan de bägge arkivföreningarna ledde till ett sammangående till föreningen ArkivCentrum Örebro län den 1 januari 2007. 
Vid årsskiftet 2014/15 övertog ArkivCentrum Örebro län ansvaret för det så kallade NBJ-arkivet på stationsområdet i Nora. Arkivet, som sedan 1987 är utlånat från Riksarkivet, innehåller drygt 250 hyllmeter handlingar från Nora bergslags järnvägs AB (NBJ) samt ett flertal av dess föregångare: Nora-Karlskoga Järnvägs AB (NKJ), Nora-Ervalla Järnvägs AB (NEJ), Vikern-Möckelns Järnvägs AB (VMJ), Bredsjö-Degerfors Järnvägs AB (BDJ), Striberg-Grängens Järnvägs AB (SGJ) och Bredsjö-Grängens Järnvägs AB (BGJ).
Arkivcentrum Arboga, beläget på Köpingsvägen 12 i Arboga, är sedan 2016 ett samarbete mellan ArkivCentrum Örebro län och Arkiv Västmanland. Sedan 2018 har ArkivCentrum och Arkiv Västmanland även gemensam chef.

## Arkiven

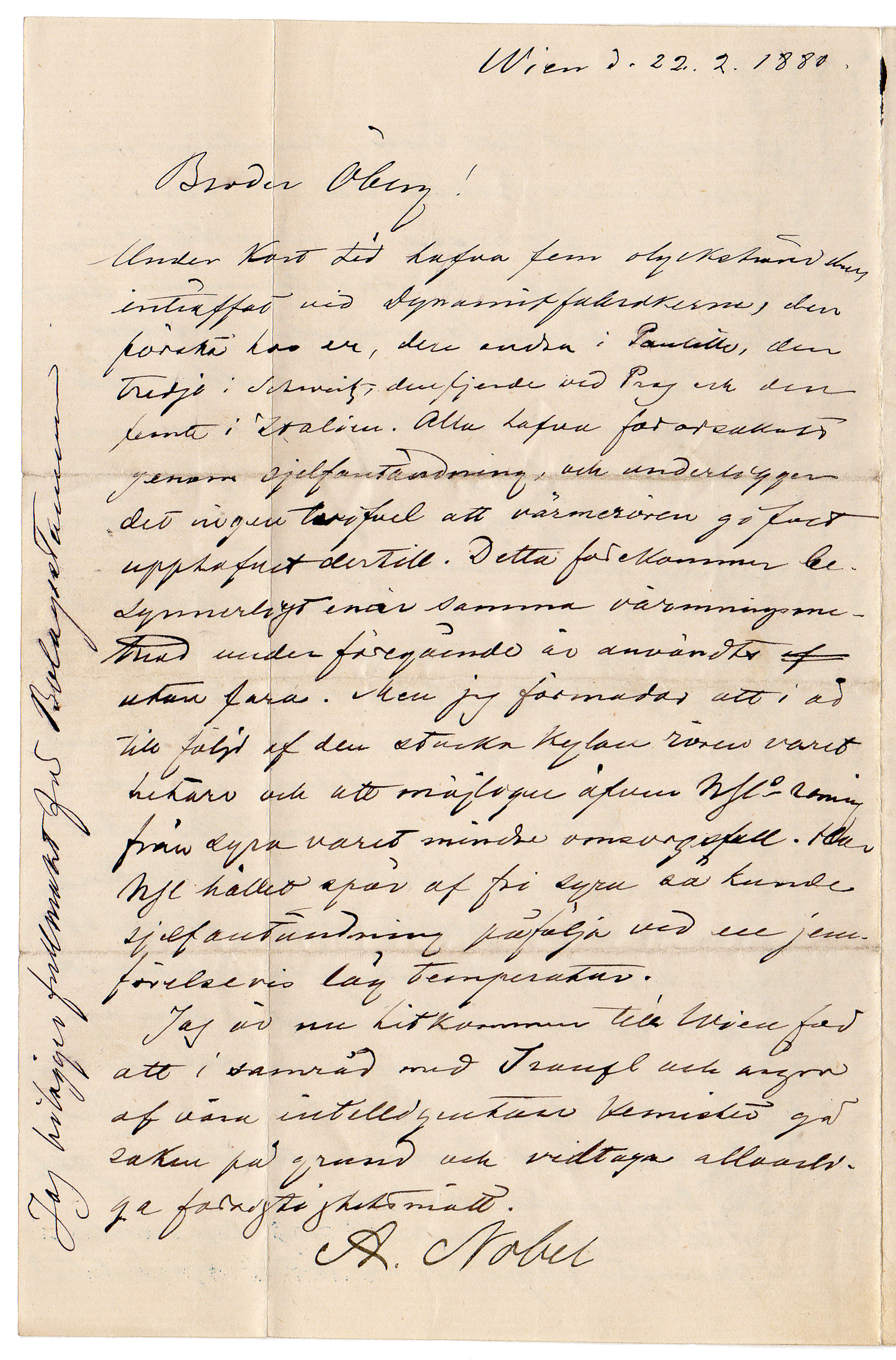
På ArkivCentrum Örebro län förvaras arkivet från Alfred Nobels mest kända företag, Nitroglycerin AB, vari ingår bland annat ett drygt hundratal brev och telegram skrivna av Alfred Nobel.

ArkivCentrum Örebro län förvarar handlingar från drygt 6 400 arkivbildare med ett sammanlagt omfång om ca 6 000 hyllmeter. Tidsmässigt sträcker sig handlingarna från slutet av 1500-talet till innevarande år. Bland företagsarkiven dominerar bruks- och gruvarkiven såsom Hasselfors bruk, Svartå bruk, Laxå bruk, Stadra bruk, Zinkgruvan, AB Statsgruvor och Stribergs gruv AB med underlydande gruvor. Här finns även arkiv efter ett flertal av Örebros forna skofabriker såsom Oscaria men även till exempel Örebro Kexfabrik, Ekströms och Hagenfeldt. Från övriga länet kan nämnas brunnsarkiven från både Loka och Porla, Thermæniusverken i Hallsberg samt Klaessons möbler i Fjugesta.
Bland föreningsarkiven dominerar de klassiska folkrörelserna såsom frikyrko-, nykterhets- och arbetarrörelsen. Samtliga riksdagspartiers lokala organisationer har valt att förvara sina arkiv här. Bland övriga föreningar som förvarar sina arkiv på ArkivCentrum kan nämnas Örebro SK, Karlslunds IF, Örebro läns hushållningssällskap, Örebro läns hypoteksförening, Sällskapet Gamla Örebro, Sällskapet Concordia, Svenska Frimurare Ordens loger i Örebro,  Fältbiologernas lokala organisationer, Röda Korsets lokala organisationer samt PRO:s och SPF:s lokala föreningar.
Bland personarkiven återfinns ett flertal rikskända författare, politiker och andra såsom Margit Palmær, Adolf Hedin, Axel Gisslén, John Ongman och Carl Jan Granqvist.
Även om ArkivCentrum Örebro län först och främst är en institution för Örebro län har ett flertal riksorganisationer valt att där förvara sina arkiv. Bland dessa kan nämnas Sveriges Blåbandsförbund, Örebromissionen, Helgelseförbundet, Evangeliska Frikyrkan, Svenska Tyngdlyftningsförbundet, Caravan Club of Sweden, Sveriges dövhistoriska sällskap samt Convenience Stores Sweden. ArkivCentrum förvarar även arkivet från Alfred Nobels första och kanske mest kända företag, Nitroglycerin AB, med handlingar från starten 1864 fram till flytten från Vinterviken till Gyttorp i början av 1900-talet.